# Myung Jae-hyun
Pour le membre du groupe NCT, voir Jaehyun (chanteur).
Myung Jae-hyun (명재현), plus connu sous le nom de Jaehyun, né le 4 décembre 2003 à Séoul, est un rappeur, danseur, auteur-compositeur-interprète et animateur de télévision sud-coréen. Il est le leader du groupe BoyNextDoor.

## Biographie
Stagiaire pendant plus de cinq ans chez YG Entertainment, Jaehyun décide de quitter l'agence sans espoir de retourner dans le monde de la musique.
Il ouvre un compte SoundCloud où il publie ses démos et se fait repérer tout d'abord par Swing Entertainment puis par Zico qui cherchait un rappeur pour son nouveau groupe. Il signe finalement chez KOZ Entertainment et rejoint le groupe BoyNextDoor.
Depuis janvier 2024, il est coprésentateur de l'émission M Countdown aux côtés de Sung Han-bin (Zerobaseone) et Sohee (Riize). À partir de mars 2025, il coanime l'émission uniquement avec Sung Han-bin.
Il officie également comme présentateur sur plusieurs concert d'importance : le concert de K-pop de Yeongdong-daero en 2023 (avec Tiffany et Jo Hang-ri) ansi que les festivals KCON de Hong Kong (avec Ningning) et au Japon (avec Kim Yun-hak) en 2024.
En 2024, il est déclaré « idol de K-pop la plus occupée » avec 697 activités publiques enregistrées. Il participe notamment à la compétition sportive des Idol Star Athletics Championships avec son groupe dans l'épreuve de tir à l'arc.

## Discographie
Jaehyun est crédité comme coauteur sur les titres suivants du groupe :
- But I Like You
- Serenade
- Crying
- But Sometimes
- ABCDLOVE
- Earth, Wind & Fire
- lifeiscool
- Dear. My Darling
- Dangerous
- Gonna Be a Rock
- Nice Guy
- 20
- Call Me